# Niederlibbach
Niederlibbach is een plaats in de Duitse gemeente Taunusstein, deelstaat Hessen, en telt 561 inwoners (2008).